# Kolchoz

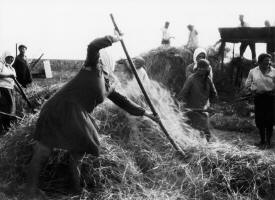
Oogst op een kolchoz in 1930

Een kolchoz (Russisch: колхоз) was een collectieve boerderij ten tijde van de Sovjet-Unie. Het woord is een samenstelling van kollektivnoje chozjajstvo (коллективное хозяйство, letterlijk collectieve huishouding).
In tegenstelling tot op de sovchozen, waar boeren in staatsdienst werkten, werkten boeren op de kolchozen voor een aandeel in de winst, ze waren niet in dienst van de staat of iemand anders. De boerderijen waren eigendom van groepen samenwerkende boeren en van de staat, een vast inkomen was niet gegarandeerd. Wel mochten boeren op de kolchozen een stukje privé-land houden, een paar dieren en hun eigen huis bezitten. Een kolchoz moest jaarlijks een bepaald percentage van de productie afstaan aan de staat tegen een door de staat vastgestelde prijs.

## Sovjettijd

### Stalin
Het systeem van kolchozen en sovchozen maakte deel uit van Stalins eerste vijfjarenplan van 1928, waarin naast de opbouw van een volwaardige industrie, werd gestreefd naar de collectivisatie van de landbouw en het vernietigen van de koelakken als klasse (dekoelakisatie). Met het plan kwam de Nieuwe Economische Politiek (NEP) van Lenin tot een einde. Onder de NEP hadden de boeren veel vrijheid en per 1 juni 1929 was een fractie georganiseerd in boerencoöperaties.:161-164 In oktober 1929 was dit verdubbeld naar 1,9 miljoen boeren mede op aandrang van de staat. In november hield Stalin een rede waarin hij veel nadruk legde op de “spontane” wijze waarop veel boeren zich bij de coöperaties voegden. De toon was gezet en in december volgde het bevel om tot collectivisatie van de landbouw over te gaan.:161-164 Zeven weken later, op 20 februari 1930, had 50% van de boeren zich aangemeld aldus de autoriteiten.:169 Dit was bereikt met terreur, ieder die zich hiertegen keerde kon op zware straffen rekenen, zoals onteigening en deportatie tot de dood aan toe.:169 Het boerenverzet leidde tot minder activiteiten, er werd veel minder land ingezaaid en het vee werd geslacht en door de boeren zelf opgegeten. In Kazachstan alleen daalde het aantal schapen en geiten van 19 miljoen stuks in 1928 naar 2,6 miljoen in 1935.:174-175 De beschikbaarheid van voedsel in de steden nam af en de leiders pasten het tempo van de collectivisatie aan. In 1935 was 83% van de boeren en 94% van het landbouwland gecollectiviseerd.:174-175
Onderdeel van het plan was de oprichting van machine- en tractorstations (MTS). Dit waren staatsbedrijven met tractoren en andere landbouwmachines en zij verleenden diensten aan de kolchozen teneinde de landbouwproductie te verhogen. Tussen de MTS en de kolchoz bestond een spanningsveld. De MTS moest de productiedoelstellingen, denk aan zoveel hectare ploegen of oogsten, behalen. De kolchoz had ook doelen in tonnen product en wilde eigenlijk zo min mogelijk diensten van de MTS afnemen waarvoor deels in landbouwproducten betaald moest worden.:338
Vanaf 1935 trad een zekere normalisatie op binnen de landbouwsector. De excessen waren achter de rug en de oogsten verbeterden waardoor ook de veestapel een licht herstel liet zien. De kolchoz werd officieel een soort van coöperatie waar boeren vrijwillig in samenwerkten.:240-244 Ze kregen beperkt de ruimte om zaken naar eigen inzicht te regelen, maar moesten nadrukkelijk de bevelen van de staat en de partij opvolgen. Als aan alle verplichtingen was voldaan, inclusief de betalingen aan de MTS voor geleverde diensten, dan mocht het restant onder de boeren worden verdeeld.:240-244 Het aandeel van iedere boer was afhankelijk van de hoeveelheid werk die de boer had verricht op de kolchoz. De staat had de producten hard nodig om de arbeiders in de steden van goedkoop voedsel te voorzien, het legde de boeren hoge belastingen op om inkomsten te genereren voor de investeringen in de industrie en liet de boeren hoge prijzen betalen voor goederen.:240-244 De boeren waren sterk afhankelijk van een klein stukje “privé” land ter grootte van maximaal een halve hectare. Hier konden zij zelf voedsel verbouwen of vee houden. De opbrengst van de grond werd gebruikt voor eigen consumptie of werd verkocht op markten. Dit was een belangrijke aanvulling op het inkomen uit de kolchoz.:240-244

### Chroesjtsjov
Tijdens Nikita Chroesjtsjov verbeterde de situatie. De landbouwsector profiteerde van hogere prijzen, de beloning voor de boeren steeg en er kwam financiële ruimte voor investeringen. De MTS kreeg ook meer steun, er kwam extra geld en personeel en de kwaliteit van de bestuurders verbeterde.:330 Na zijn bezoek aan de Verenigde Staten en Canada in 1959 gaf hij de voorkeur aan grote boerenbedrijven. Er kwamen meer sovchozen, deze hadden de beschikking over een eigen machinepark, en kolchozen werden samengevoegd tot grotere eenheden. Alle tractoren, landbouwmachines en medewerkers van de MTS werden naar de boerderijen overgeplaatst. Hiermee werd het spanningsveld tussen MTS en kolchoz ook opgelost. Voor de MTS medewerkers was dit een achteruitgang in hun positie en veel besloten te overstap niet te maken.:362 De kolchoz kreeg wel de machines, maar onvoldoende personeel om deze te bedienen.

### Brezjnev
Wat onder Chroesjtsjov was begonnen werd onder Leonid Brezjnev versterkt doorgezet. De investeringen in de sector namen fors toe en in de hele geschiedenis van de Sovjet-Unie was nog nooit zoveel geld naar de landbouw gegaan. Tegen het eind van Brezjnev's bewind ging een kwart van de nationale investeringsuitgaven naar de landbouw. Vanaf 1966 konden boeren van de kolchoz gebruik maken van de sociale voorzieningen, inclusief een minimumloon, van de staat en kregen zij ook recht op een pensioen. De relatieve achterstand van het boereninkomen werd ook deels rechtgetrokken. Lag in 1965 zijn gemiddelde maandinkomen op 51 Russische roebel en voor arbeiders in de industrie op 95 roebel, in 1987 was dit gestegen naar 170 roebel en 203 roebel respectievelijk. Verder werden de restricties van Chroesjtsjov met betrekking tot het privé-land voor de boer teruggedraaid. De boer kreeg iets meer land en mocht ook meer vee houden. Al sinds het begin van de collectivisatie werd het grootste deel van de opbrengst door de boer en zijn familie zelf geconsumeerd, maar het deel dat verkocht werd was een welkome aanvulling op zijn lage inkomen. In de jaren zeventig maakte dit een derde van zijn inkomsten uit, en medio jaren tachtig, na de eerder genoemde forse loonstijging, was dit nog een kwart.
De boer bleef wel aan zijn kolchoz gebonden. In de Sovjet-Unie was een systeem van interne paspoorten die migratie in het land sterk aan banden legde. De boeren hadden tot 1974 helemaal geen paspoort en mochten slechts een zeer korte tijd in de steden verblijven, bijvoorbeeld om inkopen te doen of etenswaren van hun grond te verkopen. De boer kon alleen een paspoort krijgen voor militaire dienst of een specifieke opleiding. Voor jongeren was het paspoortregime minder strikt, zij vertrokken naar de stad en keerden niet terug naar het platteland als zij daartoe de gelegenheid kregen. Na 1974 werd het paspoortregime iets verruimd, maar van een grootschalige verstrekking van paspoorten aan volwassen boeren was geen sprake. De tweede lijfeigenschap voor de boeren bleef bestaan.

## Na het uiteenvallen van de Sovjet-Unie
De landbouwsector was de grootste verliezer van het economisch beleid na het uiteenvallen van de Sovjet-Unie. De afschaffing van de centraal geleide economie, de introductie van de markteconomie en de daarmee samenhangende privatisering van het bedrijfsleven leidde tot een forse verslechtering van de sector. De investeringsuitgaven werden niet langer door de staat betaald. De kolchoz kampte met lage verkoopprijzen en had zelf nauwelijks geld en mede daardoor daalden de investeringen met twee derde tussen 1991 en 1994. De inkomens van de boeren daalden ook fors, niet alleen absoluut maar ook relatief ten opzichte van andere werknemers. In 1990 verdiende de boer gemiddeld 88% van het maandloon van een fabrieksarbeider, maar in 1995 was dit gedaald naar 50%. De levensstandaard verslechterde aanzienlijk omdat ook het geld ontbrak om allerlei voorzieningen in stand te houden. De werkloosheid nam ook fors toe. In 1998 leefde de helft van de plattelandsbevolking onder de armoedegrens zoals deze was vastgelegd door de Russische overheid.